# Ayuntamiento de Inca
El Ayuntamiento de Inca es la institución que se encarga del gobierno y la administración del municipio español de Inca, en la isla de Mallorca. El consistorio está presidido por el Alcalde que es elegido democráticamente por sufragio universal. Actualmente ostenta dicho cargo Virgilio Moreno Sarria, del PSOE quien ocupa el cargo desde 2015 año en el que ganó las Elecciones municipales, sustituyendo en el cargo a Rafael Torres del Partido Popular.
El ayuntamiento tiene sede en la Casa Consistorial de Inca, un edificio ubicado en el número 1 de la plaza España.

## Sede
El Ayuntamiento de Inca está situado en una antigua casa señorial mallorquina de 1725 de cuatro plantas. En el exterior, la planta baja está forrada de piedra, en el primer piso destaca el balcón con una barandilla de balaustres, un relieve con el escudo de la ciudad y una placa con la inscripción "Casa Consistorial". En el segundo piso hay cuatro ventanas y finalmente en la cuarta planta hay ocho ventanas pequeñas distribuidas simétricamente encima del frente. La fachada acaba con una amplia cornisa y tejado donde se encuentra una pequeña caseta con un reloj en su interior. En su interior, en la planta baja tiene dos arcos de media punta hecha con piezas regulares de arenisca donde uno de ellos era la entrada del antiguo caserío y en su dintel tiene el escudo de la ciudad. Tiene de una escalera de piedra que conduce al resto de plantas. En la cuarta planta está la sala de sesiones donde hay cuadros con los retratos de los hijos Ilustres de la ciudad. El edificio fue reformado en 1890 por el arquitecto Bartomeu Ferrà Perelló y en 1923 por el arquitecto Josep Alomar Bosch.

## Órganos de Gobierno
Hay dos tipos de Órganos de Gobierno, los necesarios y los complementarios. Los primeros son el Alcalde, los Tenientes de Alcalde, el Pleno y la Junta de Gobierno Local. El pleno municipal es el órgano de máxima representación política de la ciudadanía en el gobierno municipal, apareciendo configurado como órgano de debate y de adopción de las grandes decisiones estratégicas a través de la aprobación de los reglamentos de naturaleza orgánica y otras normas generales, de los presupuestos municipales, de los planes de ordenación urbanística, de las formas de gestión de los servicios y también de control y fiscalización de los órganos de gobierno. El Pleno se compone de 21 ediles donde el alcalde es quien lo preside, aunque puede delegar esta presidencia.
Los Órganos Municipales complementarios son los Concejales Delegados y las Comisiones Informativas. Las áreas y concejalías en las que se estructura el Ayuntamiento de Inca actualmente son las siguientes:
- Primera teniente de alcalde. Delegada de Servicios y espacio público, de Atención territorial y de Cementerio
- Segunda teniente de alcalde. Delegada de Educación, de Cultura y normalización lingüística, de Memoria democrática, de la Escuela de música Antoni Torrandell y de la Escuela de Educación Infantil Llar d’infants d’Inca.
- Tercer Teniente de Alcalde. Delegado de Organización laboral, de función pública y de Seguridad ciudadana y movilidad
- Cuarto teniente de alcalde. Delegado de Transición energética y de Proyectos estratégicos.
- Delegada de Igualdad, de Salud, del Museo del Calzado y de la Industria.
- Delegado de Deportes, de Fiestas, de promoción de la ciudadanía, de Ferias y de Dijous Bo.
- Delegada de Innovación, de Empresa, de Mercados y de Consumo.
- Delegado de Economía local, de Turismo, de Promoción de la ciudad, de Comunicación y de transformación digital.
- Delegada de Servicios Sociales, de Tercera edad y de Nueva normalidad.
- Delegado de Urbanismo, de Patrimonio, de Vivienda, de Participación, de Transparencia y de Juventud.
- Delegado de Trabajo, de Formación, de Ocupación, de Mundo rural, de Medio ambiente, de Sostenibilidad y de Bienestar animal.

## Lista de alcaldes democráticos
| Periodo   | Nombre del alcalde | Partido político |
| --------- | ------------------ | ---------------- |
| 1979-1981 | Jaume Crespí       | CPI              |
| 1981-1991 | Antoni Pons        | UM               |
| 1991-1995 | Jaume Armengol     | PSOE             |
| 1995-2009 | Pere Rotger        | PP               |
| 2009-2015 | Rafael Torres      | PP               |
| 2015-     | Virgilio Moreno    | PSOE             |